# Automeris hebe
Automeris hebe é uma espécie de mariposa do gênero Automeris, da família Saturniidae.
Sua ocorrência foi registrada no México. Tem por sinônimo Hyperchiria hebe (Walker, 1855).

## Descrição
O exemplar adulto possui a asa traseira na cor de barro na parte interna, enquanto essa coloração nas asas dianteiras é cor-de-rosa; possui destaque ventral em cor amarelo-cádmio a amarelo-claro; a asa posterior em cor de barro a canela.

## Possíveis sinonímias
M. Draudt (1929), E-L. Bouvier (1936) e C. C. Hoffmann (1942) citam a A. hebe como um sinônimo da Automeris thyreon, enquanto H. Schussler (1934) diz que a A. thyreon é uma forma da A. hebe. Isto se deu provavelmente por conta do exemplar masculino apresentado por Draudt como a forma adulta da thyreon é, na verdade, a Automeris colenon, possuindo esta última precedência sobre a anterior.
A A. hebe é, ainda, uma espécie distinta da Automeris melmon.